# Main Atal Hoon
Main Atal Hoon (estilizado como Main ATAL Hoon) es una película biográfica india en idioma hindi de 2024 dirigida por Ravi Jadhav y escrita por Rishi Virmani. Está protagonizada por Pankaj Tripathi como el ex primer ministro, Atal Behari Vajpayee. La película está producida por Vinod Bhanushali, Sandeep Singh y Kamlesh Bhanushali bajo el lema Bhanushali Studios Limited y Legend Studios.
La película se estrenó en cines en la India el 19 de enero de 2024.

## Trama
La película Main Atal Hoon es un drama biográfico que sigue la vida y la carrera política del querido líder de la India, Atal Behari Vajpayee, quien no solo fue político sino también poeta, caballero y estadista.
La película destaca el papel de Vajpayee al liderar a la India durante algunos de sus momentos más difíciles, incluida la Guerra de Kargil con Pakistán y las pruebas nucleares de Pokhran. También explora al hombre detrás del político, revelando sus luchas personales y sus relaciones con familiares y amigos, así como su amor por la poesía y la literatura. Main Atal Hoon es un homenaje a uno de los líderes más queridos de la India, a quien se recuerda no solo por su perspicacia política sino también por su amabilidad, integridad y compromiso inquebrantable de servir a su país y dejar un legado que continúa inspirando. y guiar a los líderes políticos de la India hasta el día de hoy.

## Reparto
- Pankaj Tripathi como Atal Behari Vajpayee
- Piyush Mishra	como Krishna Bihari Vajpayee, padre de Atal Bihari Vajpayee, maestro de escuela
- Raja Rameshkumar Sevak como L. K. Advani
- Daya Shankar Pandey como Pt. Deendayal Upadhyaya
- Pramod Pathak como Dr. Shyama Prasad Mukherjee
- Payal Nair como Indira Gandhi
- Rajesh Khatri como Morarji Desai
- Eklakh Khan como Jayaprakash Narayan
- Harshad Kumar como Pramod Mahajan
- Haresh Khatri como Jawaharlal Nehru
- Sapna Yadav como Kamala Nehru
- Paula McGlynn como Sonia Gandhi
- Gauri Sukhtankar como Sushma Swaraj
- Salim Mulla como A. P. J. Abdul Kalam
- Prasanna Ketkar como M. S. Golwalkar
- Ajay Purkar como K. B. Hedgewar
- Rajesh Dubey como Nanaji Deshmukh
- Krishna Saajnani como Reportero
- Ekta Kaul como Rajkumari Kaul

## Producción

### Rodaje
El rodaje de la película comenzó el 7 de mayo de 2023 en Bombay, seguido de un rodaje extenso en Lucknow y finalizó el 15 de julio de 2023.

### Mercadotecnia
El primer vistazo de la película se estrenó el 25 de diciembre de 2022, con motivo del 98.º cumpleaños de Atal Behari Vajpayee.

## Recepción

### Respuesta crítica
En el sitio web de agregador de reseñas Rotten Tomatoes, el 33% de las reseñas de 12 críticos son positivas, con una calificación promedio de 5,6/10.
Un crítico de Bollywood Hungama otorgó a la película 2/5 estrellas y escribió: «Main Atal Hoon se basa en la destacada actuación de Pankaj Tripathi. Pero sufre mucho debido a su narrativa defectuosa e inconexa». Shubhra Gupta de The Indian Express otorgó 2/5 estrellas y escribió: «A pesar de la interpretación inspirada de Pankaj Tripathi, la película se reduce a una hagiografía rah-rah del ex primer ministro Atal Behari Vajpayee y no hace justicia a sus múltiples facetas».
Saibal Chatterjee de NDTV calificó la película con un 2/5 y escribió: «En un sentido puramente cinematográfico, es imposible entusiasmarse con lo que Main Atal Hoon tiene para ofrecer. Pero en el contexto de la manifiesta razón de ser de la película, puede que no sea un fracaso total».

## Música
La música de la película está compuesta por Salim-Sulaiman, Payal Dev, Kailash Kher y Amitraj, mientras que la música de fondo está compuesta por Monty Sharma.
El primer sencillo titulado «Desh Pehle» se lanzó el 25 de diciembre de 2023. El segundo sencillo titulado «Ram Dhun» se lanzó el 4 de enero de 2023. El tercer sencillo titulado «Hindu Tan-Man» se lanzó el 11 de enero de 2023.
| Lista de canciones |                        |                      |                               |          |  |
| N.º                | Título                 | Letras               | Cantante(s)                   | Duración |  |
| 1.                 | «Desh Pehle»           | Manoj Muntashir      | Jubin Nautiyal                | 3:23     |  |
| 2.                 | «Ram Dhun»             | Kailash Kher         | Kailash Kher                  | 3:55     |  |
| 3.                 | «Hindu Tan-Man»        | Atal Bihari Vajpayee | Amitraj, Kailash Kher, Chorus | 3:04     |  |
| 4.                 | «Ankaha»               | Manoj M              | Armaan Malik Shreya Ghoshal   | 3:43     |  |
| 5.                 | «Main Atal Hoon Theme» | -                    | Sonu Nigam                    | 1:03     |  |
| 15:08              |                        |                      |                               |          |  |